# سرپاور درازباله
سرپاورهای درازباله خانواده‌ای از سرپاورها هستند. جانوران این خانواده شکل ویژه‌ای دارند و به ندرت دیده می‌شوند.
تاکنون هیچ سرپاوری صید نشده است و فقط تعداد معدودی دیده شده اند.